# Apo-enzym
Een apo-enzym is het eiwitgedeelte (de polypeptide-keten) van een enzym dat een cofactor, dikwijls een metaalatoom of -complex, nodig heeft maar er nog niet aan gebonden is. Een apo-enzym gekoppeld aan zijn cofactor wordt een holo-enzym genoemd. Aangezien een cofactor vaak nodig is voor de werking van een enzym, is een apo-enzym doorgaans inactief. 